# Vittorio Messina
Vittorio Messina (Zafferana Etnea, 1946) è un artista italiano.

## Biografia
Si forma all'Accademia di Belle Arti e alla Facoltà di Architettura di Roma, città dove esordisce tra il 1978 e il 1979 nello spazio di San'Agata dei Goti, punto di incontro e luogo di sperimentazione della giovane arte romana di quegli anni.
È noto soprattutto per essersi dedicato ad un genere di scultura legata alle forme e ai materiali dell'architettura, denominata quindi Archiscultura. Questa tipologia di lavoro, dominante nell'insieme dell'opera di questo artista, si è manifestata dall'inizio degli anni Ottanta in una serie di installazioni, per lo più di vaste dimensioni, in gallerie e soprattutto musei in Europa, ma anche in Giappone e in Cina.
All'interno di questa ricerca Messina ha ripetutamente elaborato l'iconografia della “cella”, come una unità di riferimento, sinonimo della “stanza”, ossia dell'elemento-base dell'architettura, e in special modo dell'edilizia urbana. Dell'edilizia di consumo infatti, Messina ha usato spesso i materiali e i modi, mettendo in evidenza l'“abuso” che l'arte “consuma” in rapporto al degrado e alle tematiche ambientali e sociali in atto nelle periferie metropolitane. Centrali sono in questo senso la grande mostra “A Village and its Surroundings” (Henry Moore Foundation, Dean Clough, Halifax, 1999) e l'installazione “SDF o dei percorsi circolari” (Neue Nationalgalerie, Berlino, 1996).
Tuttavia, nell'insieme del suo lavoro, Vittorio Messina ha manifestato grande mobilità, tale da renderne difficile la catalogazione in un genere chiaramente identificabile. Così, per esempio, un lavoro cinematografico dell'inizio degli anni Settanta è stato ripreso nel 2008 e attualizzato in una nuova opera, “Hermes” (Insel Hombroich Museum, Neuss, 2009). Allo stesso modo, un video tende ad assimilare l'opera centrale dell'installazione di Halifax ad un tipico “tableau vivant”, come anche nella mostra “Warsaw, Fermo Deposta” (Ujazdowski Museum, Varsavia, 2002), in “Una Città Visibile”, (Chiesa di San Paolo, Modena, 2004), o in “Modello per un accadimento a venire” (GAM, Torino, 1999).
Da segnalare il richiamo dell'artista, in diverse sue opere, alla personalità di Werner Heisenberg, padre del “Principio di Indeterminazione”, che, per le sue implicazioni linguistiche e strutturali, sembra aver ispirato la filosofia della precarietà e dell'incompiutezza, un pensiero di cui sono informati molti dei suoi interventi.

## Selezione Critica
- L. Vinca Masini, “Vittorio Messina”, in La linea dell'unicità, Giunti Editore, Firenze, 1989.
- B. Corà, Vittorio Messina, Edizioni Essegi, Ravenna, 1993.
- Raimund Stecker, “Vittorio Messina und Bilder aus dem Italien des 19. Jahrhuderts”, Verlag des Kunstvereins für die Rheinlande und Westfalen, Düsseldorf, 1994.
- R. Hopper, “Una catena di eventi...”, in Vittorio Messina, a Village and its Surroundings, Hopefulmonster, Torino, 1999.
- A. Barzel, “Dialoghi europei d'arte”, in Catalogo della mostra, Editoriale Modo, Milano, 2002.
- M. Panzera, “Vittorio Messina, l'atto del porre come cellula formale dell'opera”, in Vittorio Messina, Warsaw, Fermo Deposta, ed. Zamek Ujazdowski, Varsavia, 2002.
- M. Vescovo, Vittorio Messina, Cronografie o della città verticale, Gli Ori, Prato, 2006.
- R. Gramiccia, in “Vittorio Messina, niente cavalli alati e seminude valchirie”, in Fragili eroi, ritratti d'artista, ed. DeriveApprodi 84, Roma, 2009.